# کر آنگله
کُر آنگله (به فرانسوی: cor anglais) سازی بادی و قمیش‌دار است که از دید شکل و طرز نواختن و صدا بسیار شبیه ابوا است و می‌توان آن را ابوای بم دانست. انتهای گلابی شکل و دهنی خمیده آن را از ابوا متمایز می‌کند. این ساز جز سازهای بادی چوبی دو زبانه است.

## تاریخچه
در کشورهای انگلیسی‌زبان (بجز آمریکا) به این ساز کُر آنگله (cor anglais) می‌گویند که از زبان فرانسوی گرفته شده و به معنای «کُر انگلیسی» است. در آمریکا ترجمه انگلیسی همین نام یعنی «انگلیش هورن» (English Horn) بکار می‌رود. اما احتمالاً نام این ساز از عبارت فرانسه (cor anglé) گرفته شده که به معنی کُر زاویه‌دار است (با اشاره به خمیده بودن دهنی و قمیش در آن).

## ویژگی
- طول این ساز حدوداً یک و نیم برابر ابوا است.
- این ساز از خانواده ابوآ می‌باشد.
- کرانگله جز سازهای انتقالی است که یک پنجم درست (۳/۵ پرده) بم تر از نت نوشته شده صدا می‌دهد.
- نت این ساز را با کلید سل می‌نویسند.
- کر آنگله ربطی به «کُر» یا هورن، که ساز بادی برنجی است، ندارد.

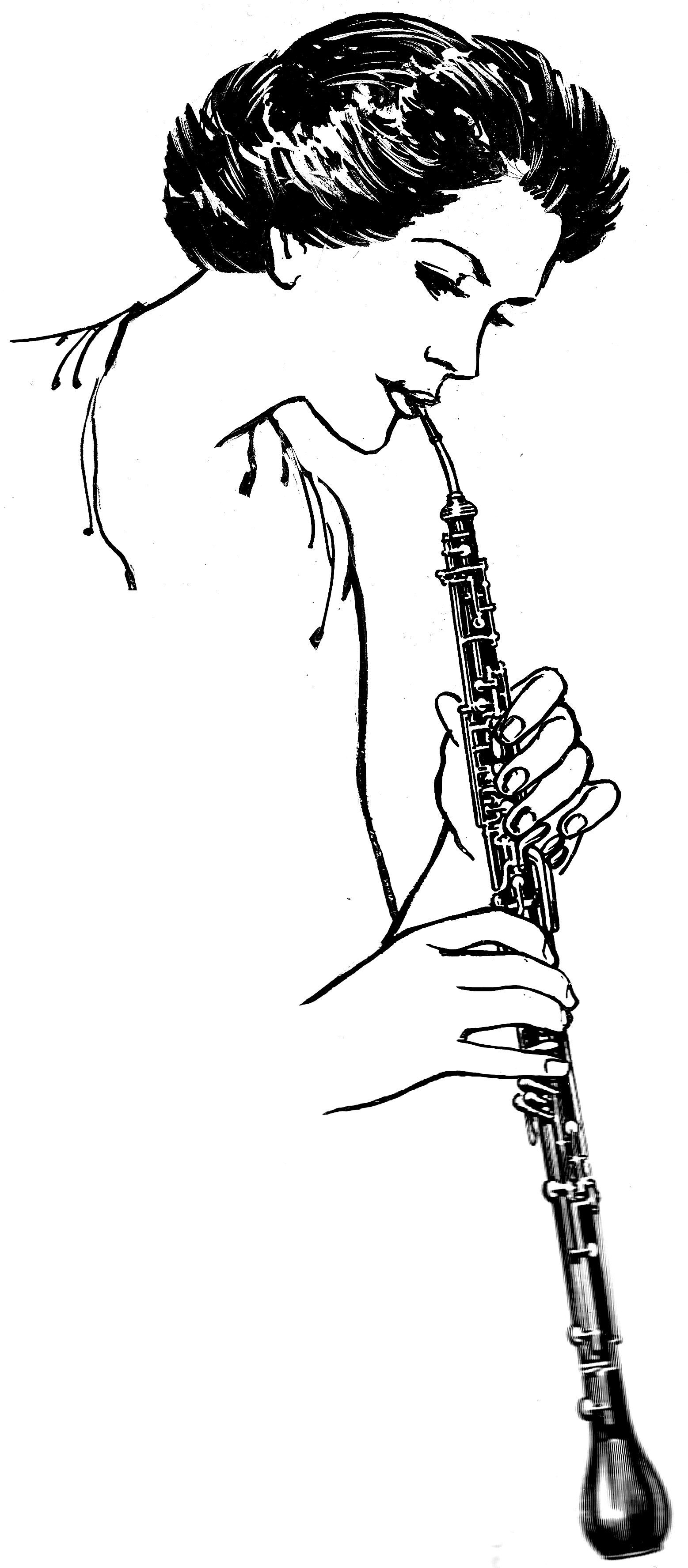
کُر آنگله

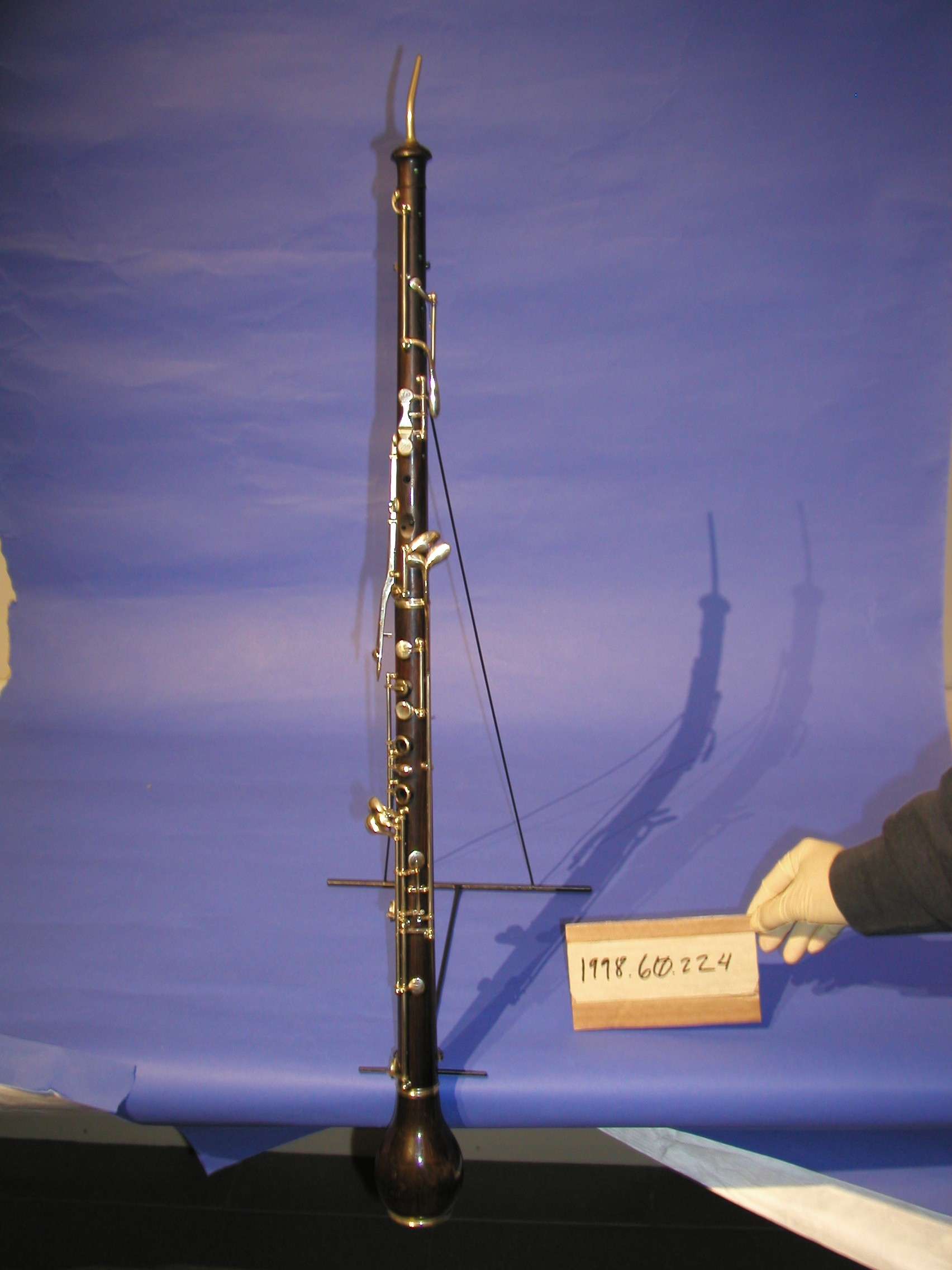
کُر آنگله